# Fussballclub Schaffhausen
O FC Schaffhausen é um clube de futebol da Suíça. Sua sede fica na cidade de Schaffhausen.

## Títulos
- Challenge League: 2003–04[1]